# Per Nørgård
Per Nørgård   (Gentofte, 13 de juliol de 1932 - Copenhaguen, 28 de maig de 2025) va ser un compositor danès.

## Biografia
De nen, va començar a compondre música per a petites lletres escrites pel seu germà Bent que, juntament amb avançats espectacles d'imatges dibuixades, es van representar durant actuacions familiars bianuals. Després Nørgård va estudiar amb Vagn Holmboe a la Reial Acadèmia Danesa de Música de Copenhaguen i més endavant amb Nadia Boulanger a París. Per començar, va estar fortament influenciat pels estils nòrdics de Jean Sibelius, Carl Nielsen i Vagn Holmboe. A la dècada del 1960, Nørgård començà a explorar les tècniques modernistes de l'Europa Central, amb el temps el desenvolupament d'una sèrie del sistema de composició basat en la sèrie 'infinit', el qual va fer servir en el seu Viatge a la pantalla d'or, a les simfonies Segona i Tercera i a Ching, i en altres obres de la dècada del 1960 i 1970. Més endavant va interessar-se per l'artista suís Adolf Wölfli, que inspirà moltes de les seves obres, com la Quarta Simfonia, l'òpera Det Guddommelige Tivoli i Papalagi per a guitarra sola.
Va compondre obres de tots els gèneres principals: sis òperes, dos ballets, vuit simfonies i d'altres peces per a orquestra, diversos concerts, obres corals i vocals, un gran nombre d'obres de cambra, deu quartets de corda i diverses obres instrumentals solistes. Aquests diferents gèneres inclouen obres de guitarra, sobretot escrites per al guitarrista danès Erling Møldrup, una sèrie de suites anomenada Contes de la Mà (1985-2001), Demà aviat (1997-1998) i Rondino Amorino (1999). Una de les seves obres més importants per al solo de percussió és el I Ching (1982) per al percussionista danès Gert Mortensen. També ha compost música per a diverses pel·lícules, com La capa vermella (1966), El festí de Babette (1987) i Hamlet, príncep de Dinamarca (1993). La seva 8a simfonia va ser estrenada per la Filharmònica de Hèlsinki dirigida per John Storgårds a Hèlsinki el 19 de setembre de 2012.
També cal remarcar que va ser un prolífic escriptor. Va escriure molts articles sobre música, no només des d'una perspectiva tècnica, sinó també des d'un punt de vista filosòfic.

## Música

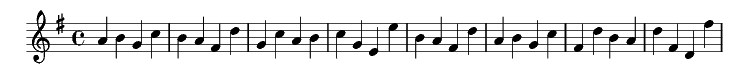
Partitura dInfinityseries

La música de Nørgård sovint inclou l'ús de la sèrie infinita per a la melodia de serialització, l'harmonia i el ritme en la composició musical. El mètode pren el nom de la natura. Matemàticament, la sèrie infinita és una seqüència d'enters. Els primers termes de la seva forma més simple són 0 1 -1 2 1 0 -2 3... (seqüència A004718 en OEIS).
Nørgård va descobrir la sèrie infinita melòdica el 1959 i va ser una inspiració per a moltes de les seves obres durant la dècada següent. Tanmateix, no fou fins al Viatge a la pantalla d'or (1968) que ha estat identificat com la primera 'peça adequadament instrumental de la composició musical' i la Simfonia N.2 (1970) que proporcionen l'estructura per a un treball complet. La sèrie infinita harmònica i rítmica es desenvolupen en la dècada del 1970 i la sèrie de tres va integrar-se per primer cop a la Simfonia N.3.

## Obra

### Simfonies
- Simfonia N.1 Simfonia austera (1953-1955)
- Simfonia N.2 (1970)
- Symphony N.3 (1972-1975)
- Simfonia N.4 (1981)
- Simfonia N.5 (1990)
- Simfonia N.6 Al final del dia (1998-1999)
- Simfonia N.7 (2006)
- Simfonia N.8 (2012)

### Concerts
- Concert per a violí N.1 Helle Nacht (1986-1987)
- Concert per a violí N.2 Borderlines
- Concert per a piano en dos temps (1994-1995)